# Omaha
|  | Per a altres significats, vegeu «Omaha (desambiguació)». |

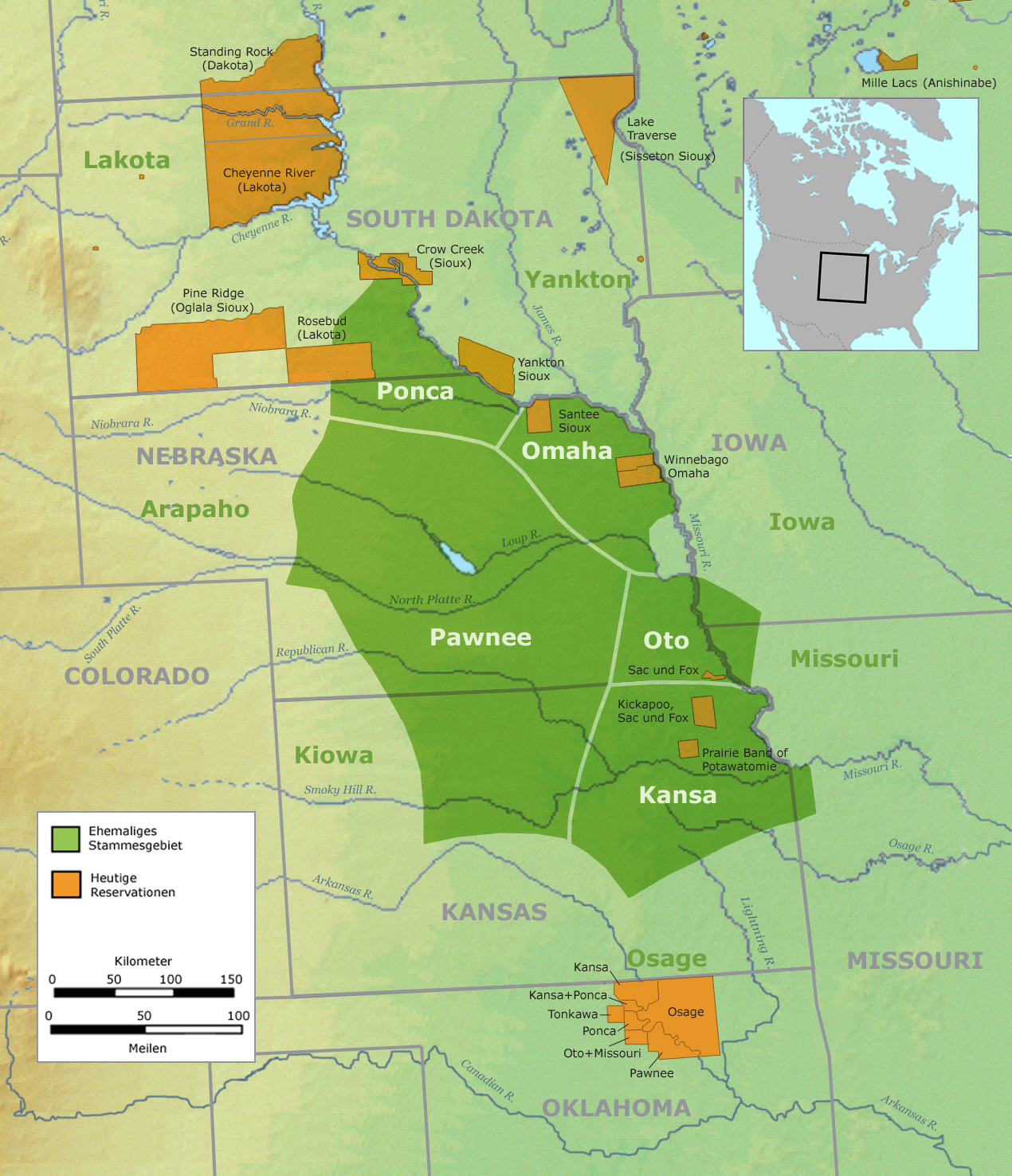
Territori dels omaha i tribus veïnes

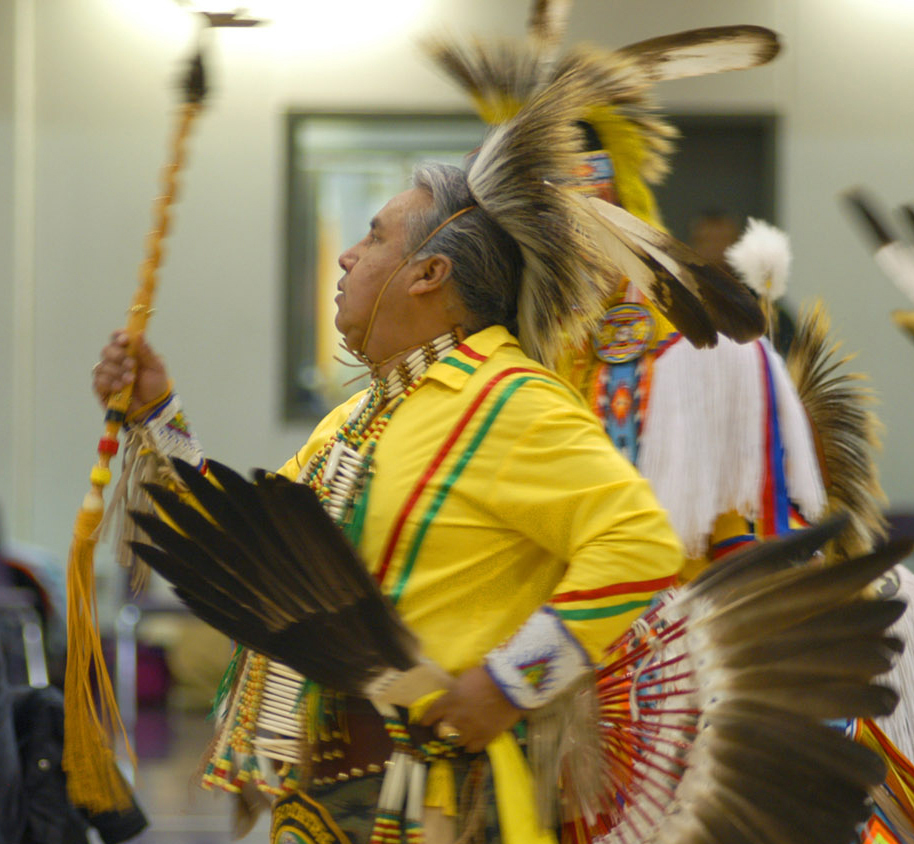
Dansa tribal omaha

Els omaha (Umoⁿhoⁿ) són una tribu índia siouan del subgrup dhegiha (grup hoka-sioux), el nom de la qual prové d'u’mon'ha "riu amunt". Es creu que en temps remots estaven establerts entre Virgínia i les Carolines amb la resta dels dhegiha, però després es desplaçaren cap a les muntanyes Ozark i les planures de l'Oest del Mississippi i Missouri, on les cinc tribus se separaren. Al cap de poc se n'anaren cap a Minnesota, d'ací a Dakota del Sud i d'ací a Bow Creek (Nebraska), als marges del Platte.

## Demografia
Hom creu que en el 1780 eren uns 2.800 individus, però el 1908 només en quedaven 1.100 indis. El 1960 hi havia uns 1.840 a la reserva Winnebago del NE de Nebraska, compartida per ponca, omaha, winnebago i sioux santee. El 1980 eren uns 2.500 individus, dels quals 1.500 parlaven la llengua materna.
Segons dades del 1995 a la Reserva Omaha de Nebraska hi havia 5.012 censats al rol tribal.
Segons dades del cens dels EUA del 2000, hi havia 4.239 membres de la tribu, 289 barrejats amb altres tribus, 687 barrejats amb altres arces i 83 amb altres tribus i altres races. En total, 5.298 individus. Són una tribu reconeguda federalment que viu a la reserva índia Omaha de Nebraska.

## Costums
Eren aliats de les altres tribus dhegiha (osage, kaw o kansa, ponca i quapaw), i enemics dels dakota. En primavera i tardor vivien en viles permanents de cases de terra cobertes de planxes d'escorça, en forma de cúpula i durant l'estiu caçaven i vivien en tipis.
La seva organtizació social era força elaborada, com a sistema de classes amb cabdills, sacerdots, vissionaris i comuners. Els rangles es regien per línia masculina, i hom podia augmentar de categoria regalant cavalls, teixits o fent festes.
Hi havia 10 clans organitzats en dos grups representants del cel i de la terra, com els altres tribus de la zona, que eren Hangashenu (Wezhinshte, Inkesabe, Hanga, Datada i Kanze) i Inshtasanda (Mandhinkagaghe, Tesinde, Tapa, Ingdhezhide i Inshtasanda).
Els de la terra s'encarregaven de les cerimònies relacionades amb la guerra i amb l'abastiment d'aliments, i els del cel s'encarregaven de les cerimònies religioses. Quan la tribu sencera acampava en tipis durant l'època de cacera, aquests eren col·locats en un gran cercle tot simbolitzant l'organització tribal. Mantenien certes supersticions relatives a la guerra: tocar un enemic en el camp de batalla, tocar un enemic ferit o mort per la seva tribu, aconseguir un cavall domat des del campament enemic, matar i arrencar la cabellera a l'enemic eren considerats com a rituals menors i com a recompensa rebien plomes pintades.

## Història
Sembla que en temps antics vivien al costat dels catawbes, d'on marxaren cap a Minnesota, Dakota del Nord fins a establir-se als marges del Platte, a Nebraska.
Quan arribaren els blancs vivien en la confluència dels rius Ohio i Wabash. El 1650 es van moure cap a l'Oest i un mapa de Marquette del 1673 els situa al llarg del Missouri, entre Iowa i Nebraska.
Ja el 1803 foren visitats pels exploradors nord-americans Lewis i Clark, que s'entrevistaren amb el seu cap, el tirànic Washinggusaba (Black Bird), després de patir una forta epidèmia de verola el 1802 i tenir forts conflictes amb els dakota. El seu nou cap Big Elk va signar alguns tractats amb els EUA entre el 1830 i el 1836, i el 16 de març del 1854 el seu cap Logan Fontenelle, per pressió dels colonitzadors blancs, van vendre la major part de les seves terres i obtingueren un territori a Thurston, al SO de Dakota.
El 6 de març del 1865 en van vendre la part Nord als winnebago, i el 1882 els fou concedit un territori a Oklahoma, que fou parcel·lat, amb ajut de l'antropòleg A.C. Fletcher, qui va obtenir informació el 1884 sobre les cerimònies del Tent of War del xamà Mon'hin Thin'ge (1800-1880), i més tard reberen la ciutadania nord-americana.

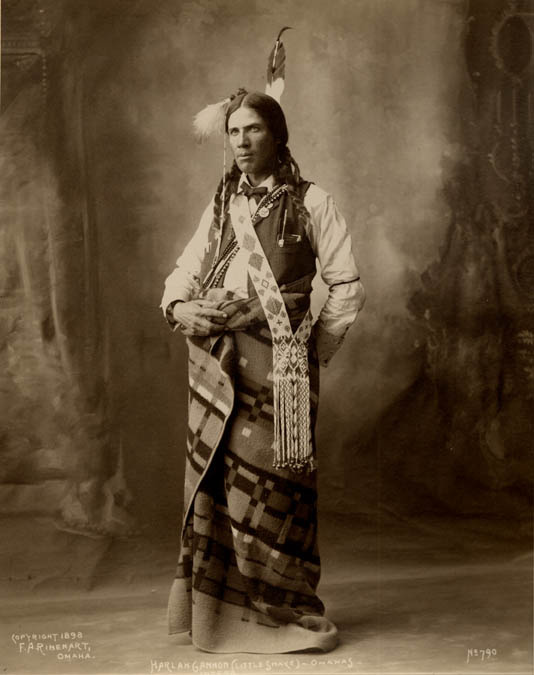
Harlan Gannon (Little Snake), intèrpret omaha (1898)

Els seus costums foren recollits per l'antropòleg omaha Francis Laflesche. Una parent seva, Suzette la Flesche, el 1906 va encapçalar una visita a Washington per a prohibir la venda d'alcohol a les reserves.

## Llista d'omaha
- Logan Fontenelle
- Big Elk
- Francis La Flesche
- Susette La Flesche
- Susan La Flesche Picotte